# Flokfugl
En flokfugl er en fugleart, som lever i flok.

## Artsliste
Arter truffet i Danmark
- Nymfekakadue, Nymphicus hollandicus
- Zebrafinke, Poephila guttata